# Mormorsruta

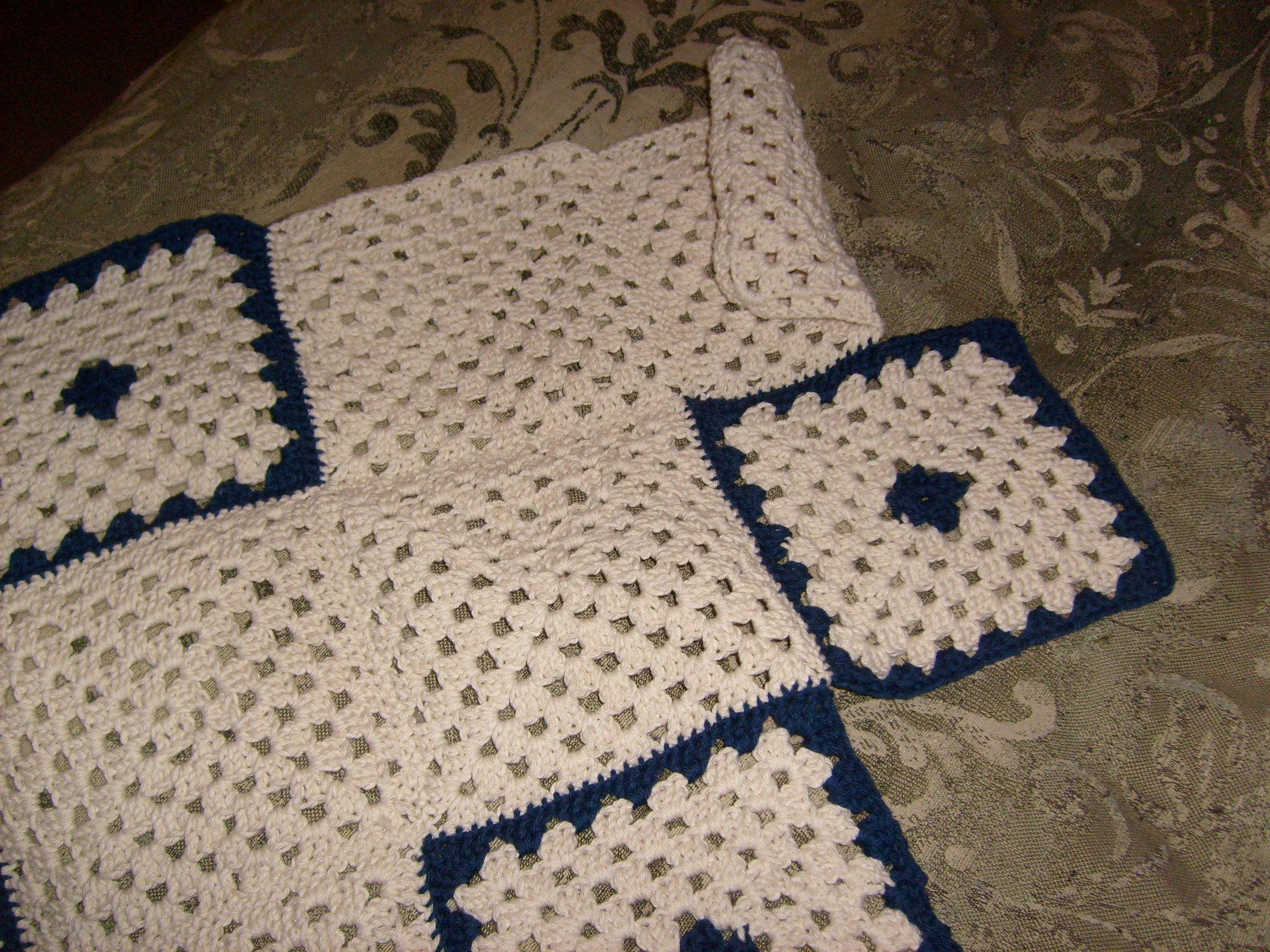
Mormorsrutor ihopsydda för att bilda en filt

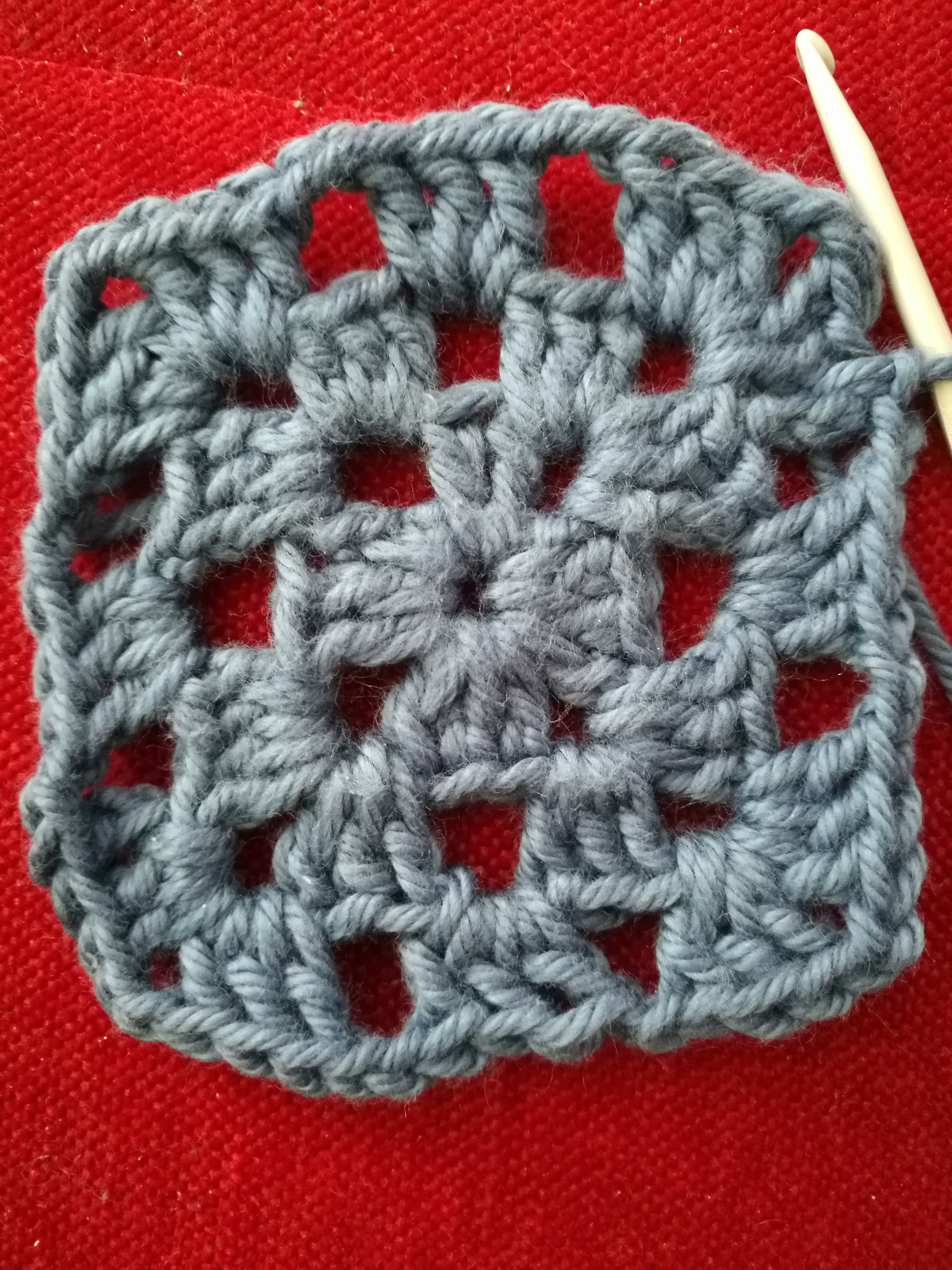
Virkad mormorsruta.

Mormorsruta är en över 100 år gammal virkningsteknik för att producera fyrkantiga tygstycken. Den virkas ofta av restgarner och var mycket populär på 1970-talet.  Den användes till både kläder, accessoarer och heminredning. Det går dock att hitta mormorsrutor tidigare än så. I The Art of Crochet från 1891 finns en bild på en mormorsruta med beskrivningen att man kan använda rutorna för att göra filtar till spädbarn. Under 1930-talets stora depression i USA går det också att hitta mormorsrutan, just på grund av det billiga och enkla sättet att använda restgarner för att sätta färg på hemmet. 
Idag har virkade kläder och även mormorsrutor fått ett uppsving och har ännu en gång dykt upp på catwalken. Mormorsrutor går att variera på många olika sätt med storlek, form och mönster. För att virka en mormorsruta använder man luftmaskor, stolpar och smygmaskor.